# Chu Chin Chow (film 1934)
Chu Chin Chow è un film del 1934 diretto da Walter Forde basato sull'omonimo musical di Oscar Asche e Frederick Norton.

## Produzione
Il film fu prodotto dalla Gainsborough Pictures.

## Distribuzione
Nel Regno Unito, il film fu presentato a Londra nel maggio 1934. La Gaumont British Picture Corporation of America lo distribuì negli Stati Uniti il 21 settembre 1934 in una versione della durata di 93 minuti; nel 1953, ne venne fatta una riedizione americana di 76 minuti distribuita il 1º maggio.